# Jeyland Mitchell
Jeyland Yahir Mitchell Baltodano (ur. 29 września 2004 w Limón) – kostarykański piłkarz, występujący na pozycji środkowego obrońcy, reprezentant Kostaryki, od 2024 roku zawodnik holenderskiego Feyenoordu.
Jego kuzyn Josué Mitchell również jest piłkarzem.